# Медведково (станція метро)
55°53′14″ пн. ш. 37°39′41″ сх. д. / 55.88722° пн. ш. 37.66139° сх. д.
«Медведково» (рос. Медведково) — кінцева станція Калузько-Ризької лінії Московського метрополітену . Відкрита 29 вересня 1978 у складі черги «ВДНХ» — «Медведково».
Перегін «Медведково» — «Бабушкінська» має критий Медведковський метроміст над річкою Яуза.

## Вестибюлі
Станція має два наземних вестибюлі, північний і південний, що знаходяться під рогом вулиць Широка і Грекова. Північний вестибюль сполучений зі станцією трьома ескалаторами, південний — сходами. 28 лютого 2011 - 31 травня 2012 північний вестибюль було тимчасово закрито, на реконструкцію, включаючи заміну ескалаторів.

## Оздоблення
Стіни оздоблені червоним мармуром і металевими пірамідками, штампованими з анодованого під колір світлої бронзи алюмінію, що символізують крижані брили. На стінах закріплені вставки з червоного мармуру з назвою станції. Колони оздоблені жовтувато-рожевим мармуром і декоровані вставками з нержавіючої сталі. Підлога викладена чорним і сірим гранітом, нижня частина колійних стін — сірим гранітом.

## Пересадки
- Автобуси: с15, 50, 71, 93, 172, 181, 278, 353, 393, 428, 536, 601, 606, 618, 696, 735, 771, 774, 909, т80, н6; 
  - обласні: 166, 169, 170, 177, 179, 197, 199, 279, 314, 502, 554, 581, 1163, 1172, Медведково-Іюнь, Медведково-Ріо

## Технічна характеристика
Конструкція станції — колонна трипрогінна мілкого закладення (глибина закладення — 10 м).
Споруджена зі збірних конструкцій. На станції встановлено два ряди по 26 колон (крок колон — 6,5 м).

## Колійний розвиток

Схема колійного розвитку станції «Медведково»

Станція з колійним розвитком — 6 стрілочних переводів, перехресний з'їзд, 2 станційних колії для обороту та відстою рухомого складу і 2 колії для відстою рухомого складу.